# Claudia Bimberg
Claudia Bimberg (* 10. Mai 1986 in Schwerin) ist eine deutsche Volleyballspielerin.

## Karriere
Bimberg begann 1995 mit dem Volleyball beim heimischen Schweriner SC, mit dem sie 2002 und 2003 Deutsche U18-Meisterin wurde. Mit einem Zweitspielrecht spielte sie in der Saison 2003/04 beim 1. VC Parchim in der zweiten Bundesliga. In der Saison 2004/05 kam die Mittelblockerin beim Schweriner SC in der Bundesliga zum Einsatz. 2005 wechselte sie zum Deutschen Meister und Pokalsieger USC Münster. Hier erreichte sie 2006 das Pokalfinale. Nach fünf Saisons mit Einsätzen in erster und zweiter Bundesliga sowie vielen Unterbrechungen wegen Verletzungen beendete sie 2010 ihr Engagement beim USC. In den Jahren 2014 und 2015 spielte Bimberg in der Dritten Liga bei WiWa Hamburg. Aktuell macht sie eine Volleyballpause.

## Privates
Claudia Bimberg lebt heute in Hamburg und ist Lehrerin.